# Chương trình học
Trong giáo dục chính quy, chương trình học (tiếng Anh: curriculum, số nhiều: curricula) là sự tương tác được lên kế hoạch giữa người học (học sinh-sinh viên) với nội dung, tài liệu, những nguồn lực, và những quá trình giảng dạy nhằm đánh giá mức độ thành tựu những mục tiêu giáo dục. Những định nghĩa khác về chương trình học bao gồm những yếu tố sau:
- Chương trình học là tất cả các hoạt động học tập được nhà trường lên kế hoạch và hướng dẫn, cho dù các hoạt động này diễn ra trong các nhóm hay với từng cá nhân, bên trong hay bên ngoài lớp học.
- Chương trình học phác họa những kỹ năng, thành tích, thái độ, và giá trị mà học sinh-sinh viên được mong đợi là sẽ đạt được từ việc đi học. Nó bao gồm những phát biểu về những kết quả học tập theo như mong đợi, nhũng mô tả tài liệu học tập, và trình tự sẽ được sử dụng để giúp người học đạt được kết quả học tập.
- Chương trình học là toàn bộ trải nghiệm học tập do nhà trường cung cấp. Nó bao gồm nội dung các khóa học (đề cương khóa học), phương pháp sử dụng (chiến lược), và những khía cạnh khác, chẳng hạn như những giá trị và chuẩn mực, liên quan đến cách tổ chức nhà trường.
- Chương trình học là tập hợp những khóa học trong một môi trường học tập. Các khóa học được sắp xếp theo một trình tự nhất định làm cho việc học được thực hiện một cách dễ dàng hơn.